# بير زادة
بير زادة هي قرية في مقاطعة نمين، إيران. عدد سكان هذه القرية هو 38 في سنة 2006.